# Агентство инноваций и цифрового развития (Азербайджан)
Агентство инноваций и цифрового развития — государственное агентство при Министерстве цифрового развития и транспорта Азербайджанской Республики. Агентство поддерживает местный бизнес, способствуя приобретению и передаче современных технологий, поддерживая инновационные исследования и финансируя стартапы посредством грантов, льготных кредитов и венчурного капитала.

## История
6 ноября 2018 года на основании указа президента Азербайджана Ильхам Алиева было создано Агентство инноваций при Министерстве цифрового развития и транспорта Азербайджана.

## Проекты

### eGov – Портал электронного правительства
Указом Президента Азербайджанской Республики №1885 портал «Электронное правительство» вместе с его технической и технологической инфраструктурой был передан в баланс Государственного агентства по делам граждан и социальным инновациям при Президенте Азербайджанской Республики.
Портал служит для централизованного предоставления электронных услуг государственных учреждений, использования этих услуг гражданами, а также получения информации о соответствующих документах из информационных систем и ресурсов государственных учреждений, подключенных к порталу (базы данных, информационно-поисковые системы, реестры и другие информационные ресурсы) в порядке, установленном законодательством. Основная деятельность портала включает электронную реализацию всех услуг на единой платформе, применение принципа «одного окна» между гражданами и государственными учреждениями. Через портал бесперерывно, все дни недели предоставляются услуги гражданам (G2C), предпринимателям и бизнес-организациям (G2B), другим государственным организациям (G2G).

### "myGov"
Портал электронного правительства «myGov», выполняющий роль цифрового портфеля граждан, создан Центром развития электронного правительства Государственного агентства по делам граждан и социальным инновациям при Президенте Азербайджанской Республики.
Главной отличительной особенностью «myGov» является то, что оно действует на основе профилактической концепции правительства. Граждане могут зарегистрироваться на портале «myGov» и создать свой личный кабинет, где они смогут знакомиться со своими личными данными, предоставляемыми государственными учреждениями, обращаться за услугами в электронном виде, получать электронные справки и другие документы, подтверждать достоверность своих данных, а также регулировать процесс передачи своих данных в другие учреждения. Гражданин также имеет возможность отслеживать историю всех видов операций в личном кабинете (доступ в кабинет, средства доступа, использование услуг, выход).

#### Функции портала
1. Сбор персональных данных гражданами.
2. При обновлении информации о гражданине, истечении срока действия любого его документа, а также при добавлении в систему новых услуг гражданину через личный кабинет направляются информационные напоминания.
3. Граждане могут направить свои мнения, комментарии, жалобы и предложения в соответствующее учреждение через личный кабинет. При этом гражданин может обратиться в соответствующее учреждение по поводу обнаруженной им в системе неверной информации о себе.
4. Через раздел «Мои запрашиваемые сведения» гражданин может узнать, каким учреждением и когда была запрошена его информация.
5. В портал интегрированы системы и сервисы различных учреждений. Каждый гражданин может воспользоваться электронными услугами, предоставляемыми государственными органами, войдя в свой личный кабинет. Продолжается работа с другими государственными учреждениями в направлении интеграции информации о гражданине, которой нет в системе.

Мобильное приложение портала электронного правительства «myGov» было запущено в 2021 году с целью сделать госуслуги более доступными для граждан и ускорить переход от реактивных услуг к проактивным. Граждане теперь могут пользоваться цифровыми государственными услугами через мобильное приложение. Скачав мобильное приложение «myGov», граждане могут ознакомиться со справками, выдаваемыми учреждениями, а также передать их в соответствующие учреждения, скачав или воспользовавшись мобильным приложением.
Мобильное приложение «myGov» можно загрузить как для операционных систем «Android», так и для iOS.

### "digital login"
"digital login" — «цифровой вход» был создан Центром развития электронного правительства под названием «Единая система доступа ASAN Login». Благодаря этой системе, которая является одной из основных частей новой инфраструктуры электронного правительства, пользователи получают доступ ко всем другим интегрированным порталам, регистрируясь из одного места.
Преимущества системы «Цифровой вход»:
- Больше не нужно запоминать несколько имен пользователей и паролей
- Предотвращается создание разных пользовательских данных одного и того же человека
- Есть возможность управлять органами власти из единого центра
- Доступ ко всем интегрированным услугам возможен из одного места

В настоящее время войти в систему "digital login" можно 4 способами:
- Личным идентификационным номером удостоверения личности:
  - SIMA (цифровая подпись)
  - SIMA (электронная подпись)
- Подпись ASAN
- Электронная подпись
- Электронная подпись Центра Банковских Сертификатов

Регистрация в системе осуществляется в 2 формах:
1. Через номер мобильного телефона
Если номер мобильного телефона оформлен на имя гражданина, можно зарегистрироваться, используя личный идентификационный номер ID-карты и номер мобильного телефона. 
2. С помощью видео
Если номер мобильного телефона не на имя гражданина, гражданин может открыть счет посредством видеозаписи.
Кроме того, пользователи, забывшие пароль и чей активный номер мобильного телефона недоступен для сброса пароля, могут восстановить забытый пароль, добавив в систему еще один активный номер мобильного телефона посредством видеозаписи.

### Система получения разрешений и мониторинга
«Система получения и контроля разрешений во время применения особого карантинного режима» разработана Министерством внутренних дел совместно с Центром Банковских сертификатов. Система предназначена для получения разрешений гражданам на работу и выход из дома во время реализации специального карантинного режима на территории Азербайджанской Республики.
Система SMS-разрешений 8103 применена для получения разрешения гражданам на выезд из дома в период реализации особого карантинного режима. Система имеет функции выдачи ограниченного количества разрешений каждому гражданину в течение суток, обработки данных о совпадении соответствующего кода и серийного номера удостоверения личности, а также одобрения или отмены заявок на получение разрешений.

### Цифровая исполнительная власть
Портал «Цифровая исполнительная власть» предоставляет ряд услуг, предоставляемых органами исполнительной власти гражданам в цифровом формате, а также предоставляет возможность органам исполнительной власти запрашивать встречу в электронном формате и формулировать запросы по актуальным вопросам. До создания портала «Цифровая исполнительная власть» в городах Гянджа, Губа и Масаллы были организованы опросы среди граждан
- В разделе «Услуги» портала «Цифровая исполнительная власть» гражданам предоставляются 12 электронных услуг. Из них 9  являются государственными услугами, оказываемыми местными исполнительными органами гражданам. Чтобы воспользоваться этими услугами, граждане могут подать заявку, предоставив информацию на основании необходимых документов. Часть личной информации получается через портал автоматически. Это, в свою очередь, экономит время и ресурсы граждан.
- Через раздел «Электронное участие» граждане могут направить обращения в исполнительную власть по актуальным общественным вопросам. Перейдя в раздел «Электронное участие», гражданин имеет возможность создать «Новую заявку», выбрав местный исполнительный орган, а затем выбрав направление заявки. После одобрения заявки местными исполнительными органами создается запрос на голосование других граждан в разделе «Электронное участие». Голосование проводится анонимно, а результат открыто доводится до сведения всех участников портала.
- Модуль «Прием граждан» предоставляет возможность онлайн-заявки на прием в местные исполнительные органы. После подачи гражданами заявления о приеме, заявление рассматривается соответствующим органом исполнительной власти. Позже информация о времени встречи и лице, которого следует встретить, размещается в личном кабинете гражданина.
- Через раздел «Информация» граждане могут получить информацию о работе местных исполнительных органов власти.

Портал «Цифровая исполнительная власть» направлен на повышение гибкости процесса принятия решений, повышение уровня цифровой грамотности, обеспечение доступа к услугам из единого места, экономию времени граждан, упрощение процесса подачи заявок, а также обеспечение гибкости и оперативности в деятельности местных исполнительных органов власти. 